# Alticola semicanus
Alticola semicanus és una espècie de mamífer rosegador de la família dels cricètids. Viu a la Xina, Mongòlia i Rússia. Els seus hàbitats naturals són els herbassars i els matollars àrids i semiàrids situats entre els límits superiors dels boscos de coníferes i la cota de neu. Es desconeix si hi ha cap amenaça significativa per a la supervivència d'aquesta espècie. El seu nom específic, semicanus, significa ‘mig blanc’ en llatí.